# Aribo
Aribo, död 1031, var ärkebiskop av Mainz 1021-1031.
Aribo försköte hävda sin och sin kyrkas självständighet mot påven och genomdrev som rikets kansler 1024 Konrad II:s val till tysk kung. Aribo var litterärt verksam och intresserad.